# Stephen Caffrey
Stephen Edwin Caffrey (* 27. September 1959 in Cleveland, Ohio) ist ein US-amerikanischer Fernseh-, Film- und Theaterschauspieler.

## Leben
Caffrey wurde als das fünfte von sieben Kindern einer irisch-amerikanischen Familie in Cleveland geboren. Im Alter von 17 Jahren ließ sich seine Familie dauerhaft in Chicago, Illinois nieder. Nach dem Abschluss der Schule gründete er mit einer Gruppe von Schauspielfreunden das Immediate Theatre in Chicago.

## Karriere

### Film und Fernsehen
Caffrey wurde einem breiten Publikum als Lt. Myron Goldman in der von CBS produzierten Vietnam-Kriegsserie NAM – Dienst in Vietnam bekannt, in der er an der Seite von Terence Knox, Kim Delaney, Tony Becker und Miguel A. Núñez Jr. spielte. Außerdem verkörperte er die Rolle des Andrew Preston Cortlandt in der ABC-Serie All My Children.
Weitere Rollen hatte er in Fernsehserien wie CSI: Miami, Ein Hauch von Himmel, Für alle Fälle Amy, Providence, Profiler, Practice – Die Anwälte, Seinfeld, Chicago Hope – Endstation Hoffnung, Mord ist ihr Hobby, Columbo (Luzifers Schüler, 1990) sowie Diagnose: Mord.
Caffrey spielte zudem in Filmen wie dem AIDS-Drama Freundschaft fürs Leben aus dem Jahr 1990, in The Babe – Ein amerikanischer Traum (mit John Goodman in der Hauptrolle) aus dem Jahr 1992, dem 1997 erschienenen Horrorfilm Lebendig begraben 2 mit Ally Sheedy und in Whitmans Rückkehr mit Mario Van Peebles (2000).

### Theater
Caffrey spielte regelmäßig am American Conservatory Theater in San Francisco.
1997 spielte er in Leslie Ayvazians Singer's Boy unter der Regie von Carey Perloff. 2003 ersetzte Caffrey den kanadischen Schauspieler Geordie Johnson als Torvald Helmer in einer Produktion von Nora oder Ein Puppenheim aufgrund von Visums-Problemen als Folge des Krieges gegen den Terror. 2004 war er in einer Produktion von Das einzig Wahre zu sehen. Im Jahr 2005 spielte er Anthony Voysey in David Mamets Adaption von The Voysey Inheritance.